# Йохан Джуру
Йохан Джуру (собственото име на немски, другите две на френски: Johannes Agwawandre Djourou, Жоанес Агвавандре Джуру) е швейцарски футболист, защитник. Роден е на 18 януари 1987 г. в град Абиджан, Кот д'Ивоар.
Като юноша Джуру играе в аматьорския швейцарски отбор ФК Етоал Каруж от град Каруж. Професионалната му кариера започва през 2004 г. когато става играч на английския Арсенал. От лятото на 2007 г. е преотстъпен в английския Бирмингам Сити. Дебютира в националния отбор на Швейцария на 1 март 2006 г. Участва на Световното първенство в Германия през 2006 г.

## Мачове в клубни отбори към 22 август 2008 г.
- ФК Етоал Каруж, 10 мача, 1 гол (1996 – 2002)
- Арсенал, 32 мача, 0 гола (2004 – 2007)
- Бирмингам Сити, 13 мача, 0 гола

## Мачове в националния отбор към 10 септември 2008 г.
- Швейцария, 20 мача, 1 гол